# 吉本光藏
吉本 光藏（よしもと みつぞう・こうぞう、1863年11月16日（文久3年10月6日） - 1907年（明治40年）6月11日）は、日本の作曲家、海軍軍人。海軍軍楽隊の第1期軍楽通学生に選抜され入隊しジョン・ウィリアム・フェントンおよびフランツ・エッケルトに師事する。ドイツ留学後に海軍軍楽長となったほか、『君が代行進曲』など日本の軍楽を多数作曲した。江戸出身。

## 人物
瀬戸口藤吉によれば、質性温和で音楽頭脳の能い進取の気性に富む勉強家であった。また、エッケルトに嘱望される逸材であり、専門楽器クラリネットや作曲・編曲の指導を受けるばかりでなく1882年（明治15年）には既に音楽教官としての特別教育を受けていた。
海軍からの辞令でドイツに2年間留学し、ベルリン芸術大学音楽院(独: Königliche Akademische Hochschule für Musik zu Berlin)に入学しGustav Roßbergの指導を受けるなど学究生活に勤しむほか、オペラ座や劇場で催される音楽会を見聞しヨーロッパ音楽の魅力を吸収した。留学の資金は、軍より駐在手当ておよび奨学金等の諸経費として年間2300円（当時の為替レート1円あたり2マルクの近傍であるから、凡そ4600マルク相当）が支給された。
ドイツ留学中には、エッケルト家と誕生日プレゼントを交換するなど深い交流があり、エッケルトが李王朝の軍楽隊教師に招かれる際には1900年12月12日フリードリッヒ街停車場にて見送りをしている。またドイツ留学に派遣されていた比留間賢八、幸田幸、瀧廉太郎との交流もあった。

## 来歴
- 1863年（文久3年）10月6日 - 武蔵国江戸（有楽町、因州藩邸）で鳥取県士族の家柄[注 1]に生まれる。
- 1878年 - 海軍軍楽隊の第1期軍楽通学生に選抜され入隊。
- 1879年 - フランツ・エッケルトが軍楽隊の雇教師に着任にともない、ドイツ式の軍楽に関して師事する。
- 1880年(明治13年) - 海軍楽手に任命される。
- 1885年(明治18年) - 海軍楽師（二等下士相当）に任命される。
- 1886年(明治19年) - 海軍軍楽員條例により二等楽手（二等下士相当）に任命される。
- 1888年(明治21年) - 軍楽教授に任命される[5]。
- 1889年(明治22年) - 一等楽手（一等下士相当）に任命される。
- 1892年(明治25年) - 第4回内国勧業博覧会の審査官に任命される[6]。
- 1893年 - 野田氏よりキン（神奈川県士族・石橋健作・養女）を迎え婚姻をなす。
- 1894年（明治27年）- 軍楽師（准士官相当）に任命される。
- 1896年（明治29年）4月18日 - 幸田延帰国演奏会にてモーツァルト作曲クラリネット五重奏曲の第二楽章を演奏(モーツァルト作ラーゲトー（ラルゲット）との表記あり）。ただし、この時は弦楽器の共演ではなく、幸田延によるピアノ伴奏だったことが知られている[7]。また原調でＡ管クラリネットを使用したのか、移調してB♭管（軍楽では原則としてB♭のみ）で演奏したのかは、現時点（2016年）では確実な文献なく不明。
- 1897年 （明治30年）- 『海軍軍楽学理的教科書』（フランツ・エッケルト編纂）の編集委員に中村祐庸・瀬戸口藤吉らと共に参画する。
- 1899年3月31日 （明治32年）- フランツ・エッケルトが依願退職し帰国。5月13日、ドイツ留学を命ぜられ、8月20日よりベルリンへ渡る。
- 1900年 （明治33年）- 1月シェーネベルク（ドイツ語版）にあるオスカール・エーラーの楽器店にてクラリネットを購入する。7月、パリ万国博覧会、パリ音楽院、エラール社、オペラ座でオペラ『ユグーノ教徒』の鑑賞などの視察をおこなう。10月1日、ベルリン芸術大学音楽院に入学する。
- 1902年3月18日 - 帰国を命ぜられる。4月18日帰路に就き6月13日横浜へ帰着。
- 1902年(明治35年) - 10月6日 海軍軍楽長（少尉相当）に任命され、横須賀海兵団付となる。
- 1903年(明治36年) - 第二艦隊旗艦「出雲」に配属され1905年6月13日まで日露戦争に従軍する。
- 1905年(明治38年) - 陸軍・海軍合同の日比谷奏楽においては、横須賀より海軍軍楽隊を率いて楽師を勤めた。
- 1907年 - 胃潰瘍により逝去。
- 1931年 - 日比谷野外音楽堂にて25年忌追悼演奏会が催され、『音楽世界』など音楽雑誌等で関連する追憶記事が掲載された。

## 名前の読みについて

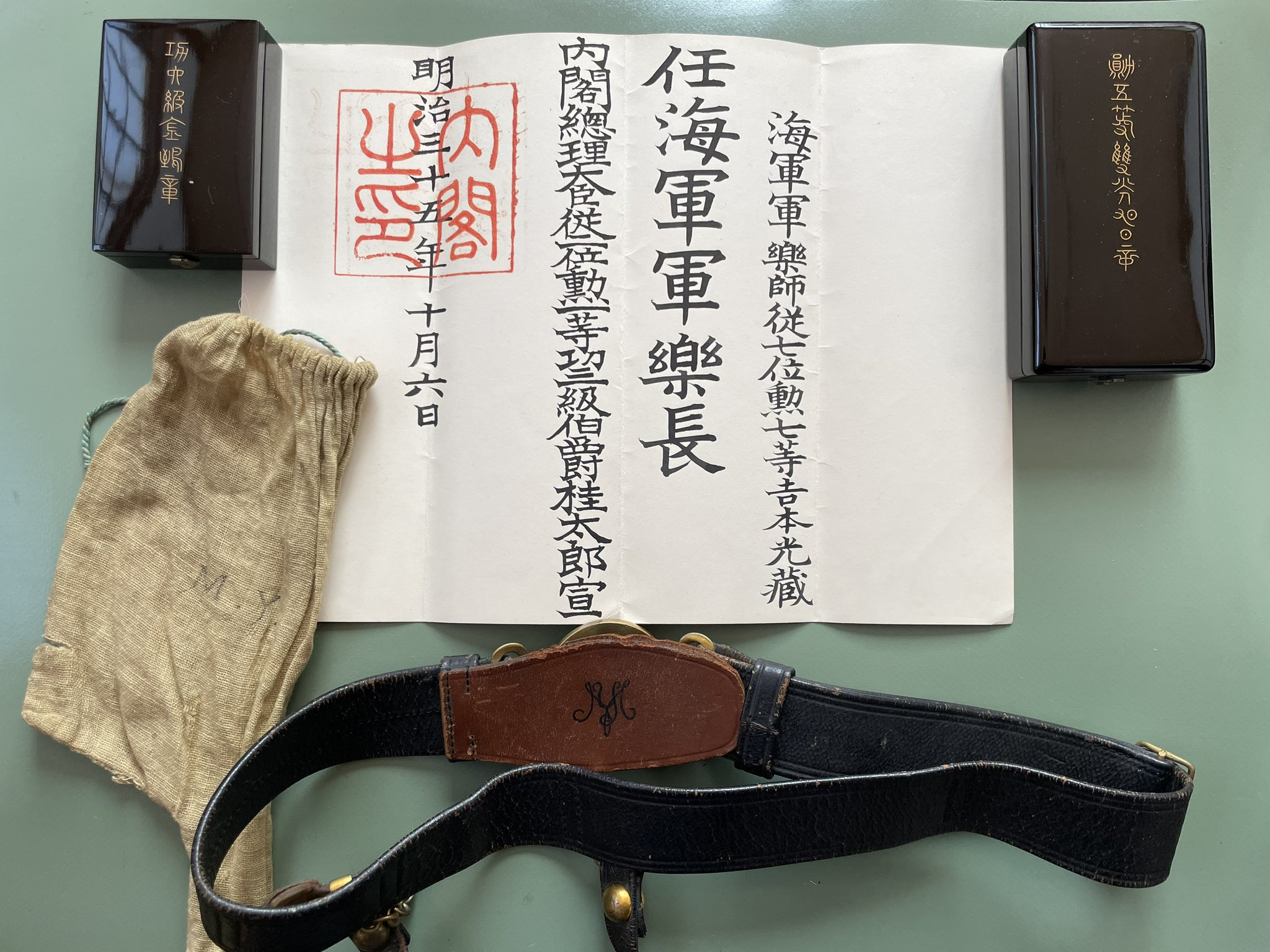
吉本光蔵の剣帯と長剣袋。M.Y.のイニシャルがある。

光蔵の日本での正しい読みは‟みつぞう”であるが外国人には発音し難いため、　ドイツ留学時には‟こうぞう”としていた。このため海外出版の楽譜にはKozo yoshimotoと記載され、それが逆輸入されて国内でも‟こうぞう”と呼ばれるようになってしまった。吉本光蔵使用の剣帯(短剣や長剣を吊る為のベルト)や長剣袋が現存するが、K.Y.ではなくM.Y.のイニシャルが記載されている。

## 著作
- Japanisches populäres Lied für Gesang mit Shamisen-Begleitung (1890年)全国書誌番号:41024364。
- 吉本光蔵 著、三戸知章・編曲 編『君が代行進曲』共同音楽出版社、1959年。全国書誌番号:59004107。
- 『君が代行進曲』帝国海軍軍楽隊、キングレコード、1938年6月。NDLJP:2914029。